# 黃籍
黄籍是西晋諸郡國的户籍。
晋代和南朝的户籍册都用黄纸书写，《晋令》載：“郡国诸户口黄籍，籍皆用一尺二寸札，已在官役者载名。”，紙呈黃色，故稱黃籍，黄纸用藥物处理过，以防虫蛀，是普通百姓的户口名簿。西晉地主有家籍，佃客皆注家籍，不承担官家税役。西晉士族則在黄籍上注有爵位。东晋承西晋之制，仍用黄籍，另有为侨居江南的北方流民所设立的临时户口，即白籍。流民因為沒有土地，不用服役納稅。